# 1650-й зенитный артиллерийский полк
1650-й зенитный артиллерийский полк — воинское подразделение вооружённых СССР в Великой Отечественной войне.

## История
Полк формировался в апреле 1943 года.
В составе действующей армии с 24.04.1943 по 15.11.1944.
С момента поступления в действующую армию находился в Карелии, являясь армейским зенитным полком 7-й армии
В июне-июле 1944 года участвовал в Свирско-Петрозаводской операции. По окончании операции держал оборону на достигнутом рубеже, после выхода Финляндии из войны находился на охране границы, затем отведён в резерв и расформирован.

## Полное наименование
- 1650-й армейский зенитный артиллерийский полк

## Подчинение
| Дата            | Фронт (округ)     | Армия               | Корпус | Дивизия | Бригада | Примечания |
| --------------- | ----------------- | ------------------- | ------ | ------- | ------- | ---------- |
| 01.05.1943 года | -                 | 7-я отдельная армия | -      | -       | -       | -          |
| 01.06.1943 года | -                 | 7-я отдельная армия | -      | -       | -       | -          |
| 01.07.1943 года | -                 | 7-я отдельная армия | -      | -       | -       | -          |
| 01.08.1943 года | -                 | 7-я отдельная армия | -      | -       | -       | -          |
| 01.09.1943 года | -                 | 7-я отдельная армия | -      | -       | -       | -          |
| 01.10.1943 года | -                 | 7-я отдельная армия | -      | -       | -       | -          |
| 01.11.1943 года | -                 | 7-я отдельная армия | -      | -       | -       | -          |
| 01.12.1943 года | -                 | 7-я отдельная армия | -      | -       | -       | -          |
| 01.01.1944 года | -                 | 7-я отдельная армия | -      | -       | -       | -          |
| 01.02.1944 года | -                 | 7-я отдельная армия | -      | -       | -       | -          |
| 01.03.1944 года | Карельский фронт  | 7-я армия           | -      | -       | -       | -          |
| 01.04.1944 года | Карельский фронт  | 7-я армия           | -      | -       | -       | -          |
| 01.05.1944 года | Карельский фронт  | 7-я армия           | -      | -       | -       | -          |
| 01.06.1944 года | Карельский фронт  | 7-я армия           | -      | -       | -       | -          |
| 01.07.1944 года | Карельский фронт  | 7-я армия           | -      | -       | -       | -          |
| 01.08.1944 года | Карельский фронт  | 7-я армия           | -      | -       | -       | -          |
| 01.09.1944 года | Карельский фронт  | 7-я армия           | -      | -       | -       | -          |
| 01.10.1944 года | Карельский фронт  | 7-я армия           | -      | -       | -       | -          |
| 01.11.1944 года | Карельский фронт  | 7-я армия           | -      | -       | -       | -          |
| 01.12.1944 года | Резерв Ставки ВГК | 7-я армия           | -      | -       | -       | -          |
| 01.01.1945 года | Резерв Ставки ВГК | 7-я армия           | -      | -       | -       | -          |